# Afao
Afao är en ort i Amerikanska Samoa (USA).   Den ligger i distriktet Västra distriktet, i den västra delen av landet, 12 kilometer sydväst om huvudstaden Pago Pago. Afao ligger 4 meter över havet och antalet invånare är 188.
Terrängen runt Afao är kuperad åt nordost, men söderut är den platt. Havet är nära Afao åt sydväst.  Närmaste större samhälle är Leone, 1,7 kilometer sydost om Afao. 
I omgivningarna runt Afao växer i huvudsak städsegrön lövskog.